# 阿貝爾33
阿貝爾33（Abell 33）是一個距離地球約2700光年的行星狀星雲，在天球上位於長蛇座。該星雲的位置相當接近恆星HD 83535。阿貝爾33的「鑽戒」外形是因為它的前景星，並且該前景星並非阿貝爾33的一部分。
該星雲由乔治·阿贝尔於1955年發現，1966年時和其他85個行星狀星雲一起收錄於阿贝尔行星状星云表 。

## 外部連結
- Mt. Lemmon Sky Center Abell 33 （页面存档备份，存于）
- Observing at Skyhound, Abell 33 （页面存档备份，存于）